# Christoph Nösig
Christoph Nösig (19 juni 1985) is een Oostenrijks voormalig alpineskiër. Christoph is de oudere broer van alpineskiester Michaela Nösig.

## Carrière
Nösig maakte zijn wereldbekerdebuut tijdens de reuzenslalom in december 2008 in Beaver Creek. Hij behaalde geen podiumplaatsen in een wereldbekerwedstrijd. In het seizoen 2012/2013 eindigde Nösig twaalfde in de eindstand van de wereldbeker reuzenslalom, meteen ook het beste eindresultaat uit zijn loopbaan. 
In datzelfde Beaver Creek nam Nösig deel aan de wereldkampioenschappen alpineskiën 2015. Op dit toernooi nam hij deel aan de reuzenslalom, waar hij in de eerste run moest opgeven. Samen met Eva-Maria Brem, Michaela Kirchgasser, Nicole Hosp, Marcel Hirscher en Philipp Schörghofer werd Nösig wereldkampioen in de landenwedstrijd. 
Op 5 maart 2017 maakte Nösig op facebook bekend dat hij een punt zet achter zijn actieve loopbaan.

## Resultaten

### Wereldkampioenschappen
| Jaar | Plaats       | Resultaten                          |
| ---- | ------------ | ----------------------------------- |
| 2015 | Beaver Creek | Landenwedstrijd · DNF1 Reuzenslalom |

### Wereldbeker
Eindklasseringen
| Seizoen   | Algm | RS  |
| --------- | ---- | --- |
| 2008/2009 | 141e | 48e |
| 2009/2010 | 92e  | 27e |
| 2010/2011 | 150e | 47e |
| 2012/2013 | 43e  | 12e |
| 2014/2015 | 86e  | 24e |
| 2015/2016 | 86e  | 29e |